# Фајанс
Фајанс (фр. Faïence) врста је керамичког материјала која је покривена покривном оловно-цинчаном белом глазуром која је погодна за осликавање а данас се сав материјал који има било коју белу глазуру сматра за фајанс. Назив је настао по граду у Италији Фаенци поред Болоње који се прославио керамичарским производима у 18. веку.

## Галерија
Радови из града Фаенце
- Тањир у декоративном стилу Garofano.
- Тањир у декоративном стилу Melograno.
- Тањир у декоративном стилу Penne di Pavone.
- Традиционалан рад.

## Види
- Мајолика
- Керамика